# Papier Whatman
Le papier Whatman (dit le ou du « whatman », sans majuscule) est un papier grené, fort et rigide, sans vergeures.
On appelle ainsi ce papier du nom de son inventeur britannique, James Whatman (en) le vieux (1702-1759), établi à Maidstone (comté de Kent), inventeur d'une sorte de vélin (appelé en anglais « wove paper »). Il fut suivi par son fils James Whatman le jeune (1741-1798) qui développa l'entreprise nommée « Whatman plc » au niveau européen. Il ressemble au papier hollande, mais il est toujours dépourvu de vergeures. Comme le hollande, il est grené, très ferme et très solide. 
On peut lire dans le papier en transparence un filigrane qui permet de l'authentifier, et la plus ancienne signature remonte à 1740.
Existant suivant différents grammages, ce papier est utilisé pour :
- le dessin linéaire et le lavis où sa main et sa blancheur est apprécié depuis le XVIIIe siècle ;
- l'édition d'ouvrages, pour des tirages grand luxe ;
- pour le tirage des épreuves d'estampes ;
- les laboratoires scientifiques.

L'entreprise britannique, devenue Whatman Labware Products, appartient à la branche Healthcare Life Sciences de General Electric, et produisait ce papier jusqu'en 2014 à Maidstone, date de la fermeture de l'usine de Springfield Paper Mill, essentiellement destiné aux laboratoires de recherches et d'études scientifiques (chimie, physique, bactériologie, etc.) : le papier sert de filtre ou durant les phases de chromatographie.